# Wilsons stormvogeltje
Het Wilsons stormvogeltje (Oceanites oceanicus) is een vogel uit de orde van stormvogelachtigen (Procellariiformes). De naam gedenkt Alexander Wilson (6 juli 1766 – 23 augustus 1813), de Schots-Amerikaanse ornitholoog.

## Kenmerken
Dit kleine vogeltje heeft een pikzwart verenkleed en een opvallend witte stuit. Dit is voor beide geslachten gelijk. De lichaamslengte bedraagt 17 cm, de spanwijdte 38 tot 42 cm en het gewicht 40 gram.

## Leefwijze
Deze dieren leven in kolonies en kunnen een miljoen of meer paren bevatten. Prooien kunnen ze op de reuk opsporen. Ze zwemmen niet graag en foerageren door boven het water te fladderen en met de pootjes het wateroppervlak te beroeren. Men denkt dat kleine kreeftjes (krill) worden aangetrokken door de gele zwemvliezen. Bij het opmerken van roofvijanden stoot het vogeltje een hoge gil uit en spuwt olie uit zijn maag naar zijn belager. Hun voedsel bestaat uit schaaldieren, zoals krill, drijvende karkassen en afval van schepen.

## Voortplanting
Het Wilsons stormvogeltje nestelt in kolonies die dicht bij de zee liggen. Hij bouwt zijn nest in rotsspleten of in kleine legers uitgegraven in mulle grond. Soms broeden ze in de nabijheid van prions en andere stormvogels. In november legt het vrouwtje één ei dat gedurende 33 tot 59 dagen bebroed wordt. Na 46 tot 97 dagen is de jonge vogel zelfstandig.

## Verspreiding
Deze soort komt voor in de wateren van de Stille-, Indische- en Atlantische Oceaan. Ze broeden rond Antarctica maar trekken in de zuidelijke winter noordwaarts, vooral naar het noorden van de Indische- en Atlantische Oceaan.
De soort telt drie ondersoorten:
- O. o. oceanicus: de Crozeteilanden, de Heard en McDonaldeilanden, Kerguelen en Macquarie-eiland.
- O. o. exasperatus: Antarctica, de Zuidelijke Shetlandeilanden, Zuid-Georgia en de Zuidelijke Sandwicheilanden.
- O. o. chilensis: Vuurland.

## Voorkomen (in Nederland)
Deze vogel is slechts één keer in Nederland waargenomen.

## Bedreiging
Op sommige sub-Antarctische eilanden eisen uitheemse katten en ratten een grote tol. De zuidpooljager is ook een grote vijand. Afnemend krill kan op lange termijn een probleem vormen.

## Status
De grootte van de populatie is in 2004 geschat op 80-200 miljoen volwassen vogels. Op de Rode lijst van de IUCN heeft deze soort de status niet bedreigd.

## Externe links

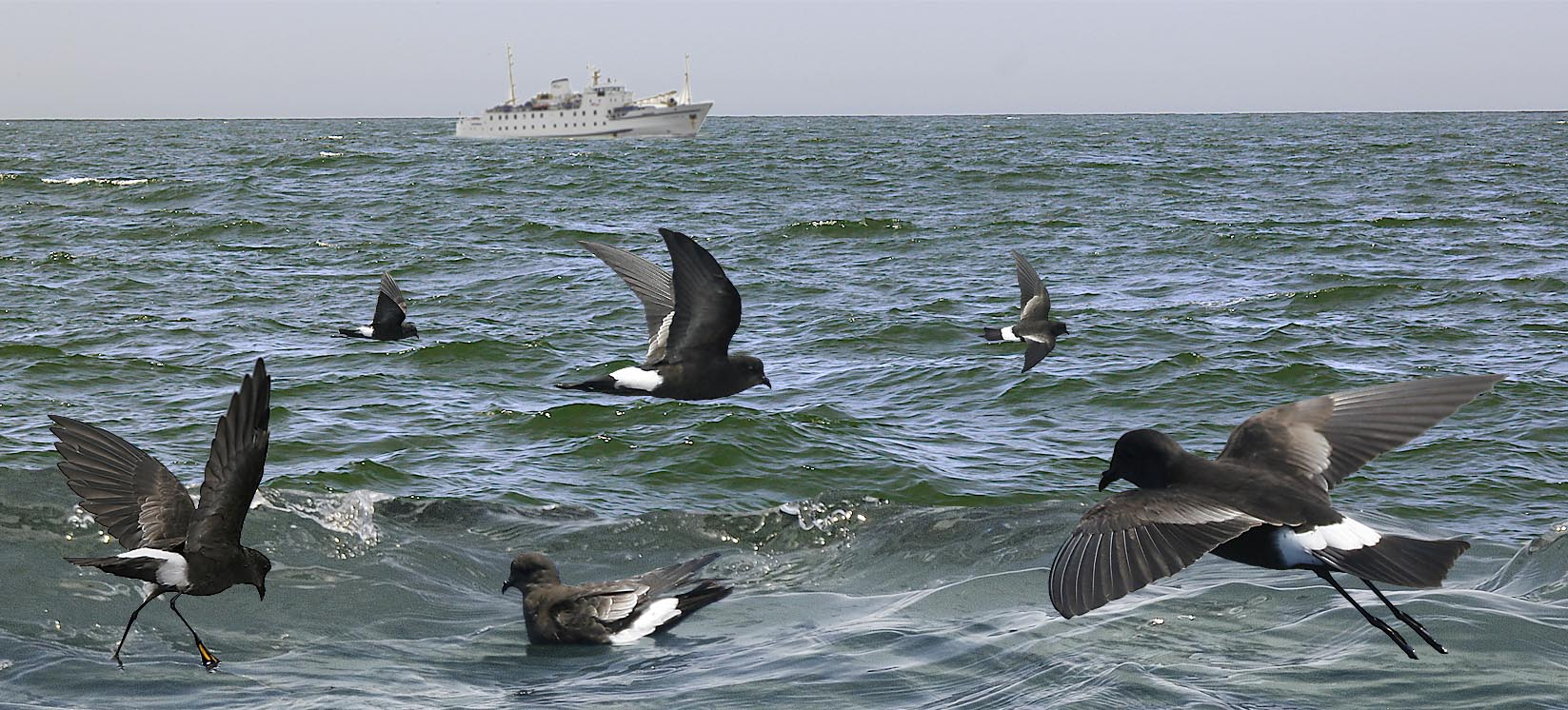
Afbeelding uit de Crossley ID Guide Britain and Ireland